# Lunatec (film)
Lunatec (în cehă Šílení) este un film ceh din 2005 regizat de Jan Švankmajer. Filmul se bazează pe două povestiri, „Sistemul doctorului Catran și al profesorului Pană ” și „Îngropat de viu”, ambele scrise de Edgar Allan Poe. Este, de asemenea, parțial inspirat de lucrările marchizului de Sade. Filmul a fost filmat între octombrie 2004 și aprilie 2005, în zona satului Peruc, aproape de Praga, și în studioul Švankmajer din satul Knovíz.

## Rezumat
Jean Berlot (Liska) este un bărbat profund tulburat care, după moartea mamei sale, a fost bântuit de halucinații violente în care este pus într-o cămașă de forță de doi asistenți.  Mama sa a fost închisă într-o instituție mentală înainte de a muri. În timp ce se ocupă de înmormântarea mamei sale, Jean întâlnește un tovarăș care pretinde că este marchizul de Sade (Triska) și trăiește ca și cum ar fi în Franța secolului al XVIII-lea, mai degrabă decât în Cehia în 2005. Jean încheie o alianță cu marchizul, deși cu greu pot fi numiți prieteni, dar este îngrozit de depravarea marchizului, și anume de orgia blasfematoare pe care o spionează Jean printr-o fereastră deschisă. Marchizul a murit după ce s-a sufocat cu o banană a doua zi, iar Jean este pus să-l ajute pe slujitorul Dominik (Nový) la îngroparea sicriului în mausoleul familiei. A doua zi dimineață, Jean și Dominik sunt treziți de un clopoțel și, după ce au deschis piatra mausoleului, marchizul apare și le dezvăluie că  totul a fost o farsă elaborată. Mama sa a murit după ce a fost înmormântată de vie și consideră că este terapeutic să retrăiască această amintire din copilărie care îl bântuie. 
Marchizul sugerează o terapie care ar putea ajuta în privința coșmarurilor lui Jean: să se interneze în mod voluntar într-un azil condus de prietenul său Dr. Murlloppe (Dusek), care oferă „Terapie purgativă” pentru persoanele care nu sunt nebune, dar ar putea fi în viitor. Jean se îndrăgostește de o frumoasă asistentă pe nume Charlota (Geislerova), care susține că este ținută în spital împotriva voinței sale și dezvăluie că Murlloppe și marchizul au fost pacienți anterior care au condus o revoltă și i-au închis pe angajații adevărați ai azilului în subsol. Marchizul îi spune lui Jean că Charlota este o "nimfomană" și îi place să inventeze povești complexe ca o formă de preludiu. La un an de la revolta lor, Murlloppe, marchizul și Dominik o iau pe Charlota cu ei pentru o orgie ritualică, iar Charlota îi spune lui Jean că aceasta este singura lui șansă de a elibera personalul. Jean îi găsește în subsol, dezbrăcați, unși în rășină și cu pene pe ei. El îi eliberează pe bărbați, care repede îi bat pe toți pacienții și  îi împing înapoi în celulele lor. Dr. Coulmiere îi mulțumește lui Jean că i-a eliberat și îi explică filozofia că pedeapsa corporală este esențială pentru tratarea bolilor mintale prin echilibrarea minții și a corpului și că ideea lui Murlloppe de a se vindeca cu „libertate” este absurdă. Murlloppe, marchizul și Dominik sunt urmăriți și li se dă pedepse severe. Acum că Charlota a fost salvată, Jean se așteaptă să plece cu ea și să se căsătorească, dar dr. Coulmiere nu-i permite lui Jean să plece până la 8 dimineața, conform protocolului obișnuit. Jean are probleme cu somnul și o caută pe Charlota pentru a se liniști, dar camera ei este goală. El o găsește în camera doctorului Coulmiere pregătindu-se pentru o noapte de plăceri sexuale. Acest lucru declanșează una dintre halucinațiile sale violente și dr. Coulmiere trebuie să intervină în cele din urmă. El a ordonat prima rundă a tratamentului cu pedeapsa corporală: doi asistenți îl pun pe Jean într-o cămașă de forță.

## Distribuție
- Jan Tríska	...	Marquis
- Pavel Liska	...	Jean Berlot
- Anna Geislerová	...	Charlota
- Martin Huba	...	Dr. Coulmiere
- Jaroslav Dusek	...	Dr. Murlloppe
- Pavel Nový	...	Servant Dominik
- Stano Danciak	...	Innkeeper
- Jirí Krytinár	...	Reciting Madman
- Katerina Ruzicková	...	Asylum inmate
- Iva Littmanová	...	Asylum inmate
- Katerina Valachová	...	Asylum inmate
- Josef Kaspar	...	Insane erotomaniac
- Miroslav Navrátil	...	Dream warden
- Jirí Maria Sieber	...	Dream warden
- Ctirad Götz	...	Ostler

## Box office
Filmul a însumat 48.324 de dolari americani în SUA și 85.658 dolari americani pe piețele externe, un total de 133.982 dolari americani.